# Iulia Sanina
Iulia Sanina (în ucraineană Юлія Саніна, născută Iulia Oleksandrivna Holovan; n. 11 octombrie 1990, Kiev, RSS Ucraineană, URSS) este o cântăreață ucraineană și din 2011 vocalistă a trupei ucrainene de rock alternativ The Hardkiss⁠(d).

## Biografie
Sanina s-a născut într-o familie de muzicieni la 11 octombrie 1990 la Kiev, Ucraina. A cântat pe scenă pentru prima dată când avea 3 ani; ea a fost însoțită de un ansamblu pe care tatăl său l-a dirijat. În cele din urmă a început să interpreteze solo.
În 2005, ea a absolvit o școală muzicală pentru copii de jazz și estradă. A intrat ulterior la Institutul de Filologie al Universității Naționale „Taras Șevcenko” din Kiev și a obținut diploma de master în studii de folclor în 2013. În timpul studiilor la facultate, ea și-a manifestat un interes sporit față de jurnalism.
Din 2006 până în 2008 a fost vocalistă a trupei „Sister Siren”.
În septembrie 2011, Sanina și producătorul de muzică Valerii Bebko au creat un duet pop „Val & Sanina”, cei doi au interpretat melodii în limba rusă. Ei au înregistrat un videoclip experimental („Babylon”) și câteva melodii, una dintre ele Dragostea a venit (rusă Любовь настала; versuri: Robert Rojdestvenski⁠(d), muzica: Raimonds Pauls).
La scurt timp după aceea și-au îmbunătățit imaginea de scenă, au început să cânte în limba engleză și au schimbat numele trupei în „The Hardkiss”.
În 2016 Iulia Sanina a participat cu formația „The Hardkiss” la selecția națională ucraineană pentru Concursul Muzical Eurovision 2016 cu piesa „Helpless”. Trupa „The Hardkiss” a ajuns pe locul 2 în finala națională.
În februarie 2012 cei de la „The Hardkiss” au semnat un contract cu casa de discuri Sony BMG. Trupa a început rapid să câștige popularitate și a câștigat mai multe premii în Ucraina, precum și în alte țări străine. Iulia Sanina a fost unul dintre cei patru judecători ai sezonului al șaptelea al concursului X-Factor Ucraina.
În 2018, formația a câștigat două premii la YUNA⁠(d): pentru cea mai bună trupă rock și cel mai bun cântec în limba ucraineană (în ucraineană Журавлі, transliterat: Juravli).
Iulia Sanina a fost una din prezentatoarele concursului muzical Eurovision 2023, împreună cu Alesha Dixon și Hannah Waddingham⁠(d), cărora în finală li s-a alăturat Graham Norton.

## Viața personală
Sanina s-a căsătorit cu Valerii „Val” Bebko, producător creativ și chitaristul principal al trupei The Hardkiss, în 2011. Ei s-au întâlnit în 2010 când Sanina l-a intervievat pe Bebko, producătorul MTV Ucraina. Cuplul a ascuns publicului relația lor timp de cinci ani, dar s-au căsătorit la doi ani după ce s-au cunoscut. Nunta lor a fost decorată în stil autentic ucrainean. Primul copil al cuplului, Danîlo, s-a născut la 21 noiembrie 2015.

## Premii și recunoaștere
Sanina este distinsă cu următoarele premii:
- Diploma festivalului „Jocurile Mării Negre⁠(d)” (în ucraineană Чорноморські ігри, transliterat: Ciornomorski ihrî) 1999
- Câștigătoarea concursului televizat „Un pas spre stele” (în ucraineană Крок до зірок, transliterat: Krok do zirok) 2001
- Laureata festivalului „Hristos în inima mea” (în ucraineană Христос у моєму серці, transliterat: Hrîstos u moiemu serți)
- Laureata Premiului II al festivalului internațional „Lumea tinerilor” (în ucraineană Світ молодих, transliterat: Svit molodîh) 2001 (Budapesta)
- Laureata festivalului „Ritmurile jazzului” (în ucraineană Ритми джазу, transliterat: Rîtmî djazu)
- Laureata Premiului I al festivalului internațional pentru copii „Slaveanski bazarcik” 2002
- Diploma festivalului pentru copii de jazz „Leonid Utiosov” (Odesa, 2004)
- Laureata festivalului pentru copii de jazz „Atlant M” (2003, 2004)
- Finalista concursului televizat „Vreau să fiu o stea” (în ucraineană Хочу бути зіркою, transliterat: Hociu butî zirkoiu; 2006)[18]
- Premiul „Viva! Cei mai frumoși” 2018 în categoria „Alegerea Viva!” (în ucraineană Вибір Viva!, transliterat: Vîbir Viva!)[19]
- Premiul „Pasărea de foc de aur⁠(d)” (în ucraineană Золота жар-птиця, transliterat: Zolota jar-ptîțea) 2020 în categoria „Balada anului” pentru cântecul „Vilna⁠(d)” (în ucraineană Вільна, transliterat: Vilna) în duet cu Tina Karol[20][21]
- Premiul YUNA⁠(d) 2021, în duet cu Tina Karol, pentru cântecul „Vilna” în categoriile „Cel mai bun cântec pentru film” și „Cel mai bun duet”; cântecul „Vilna” a mai fost nominalizat și la categoria „Cel mai bun cântec”[22]

În martie 2021, Sanina a devenit una din cele 36 de femei ucrainene cu înfățișarea și silueta cărora au fost confecționate o serie de păpuși Barbie intitulată „Barbie: Femeile Ucrainei” (în ucraineană Barbie: Пані України, transliterat: Barbie: Pani Ukraiinî).